# 城市漢堡
城市漢堡（英語：City Burger），是一個連鎖早午餐品牌。總部位於桃園市，成立於2016年，創始人為李明宗。目前全台約有150家加盟門市。